# Gunja
Gunja är ett samhälle i Kroatien.   Det ligger i länet Srijem, i den östra delen av landet, 250 km öster om huvudstaden Zagreb. Gunja ligger 84 meter över havet och antalet invånare är 5 058.
Terrängen runt Gunja är platt, och sluttar norrut. Runt Gunja är det ganska tätbefolkat, med 65 invånare per kvadratkilometer. Gunja är det största samhället i trakten. Trakten runt Gunja består till största delen av jordbruksmark.